# Utomhusreklam

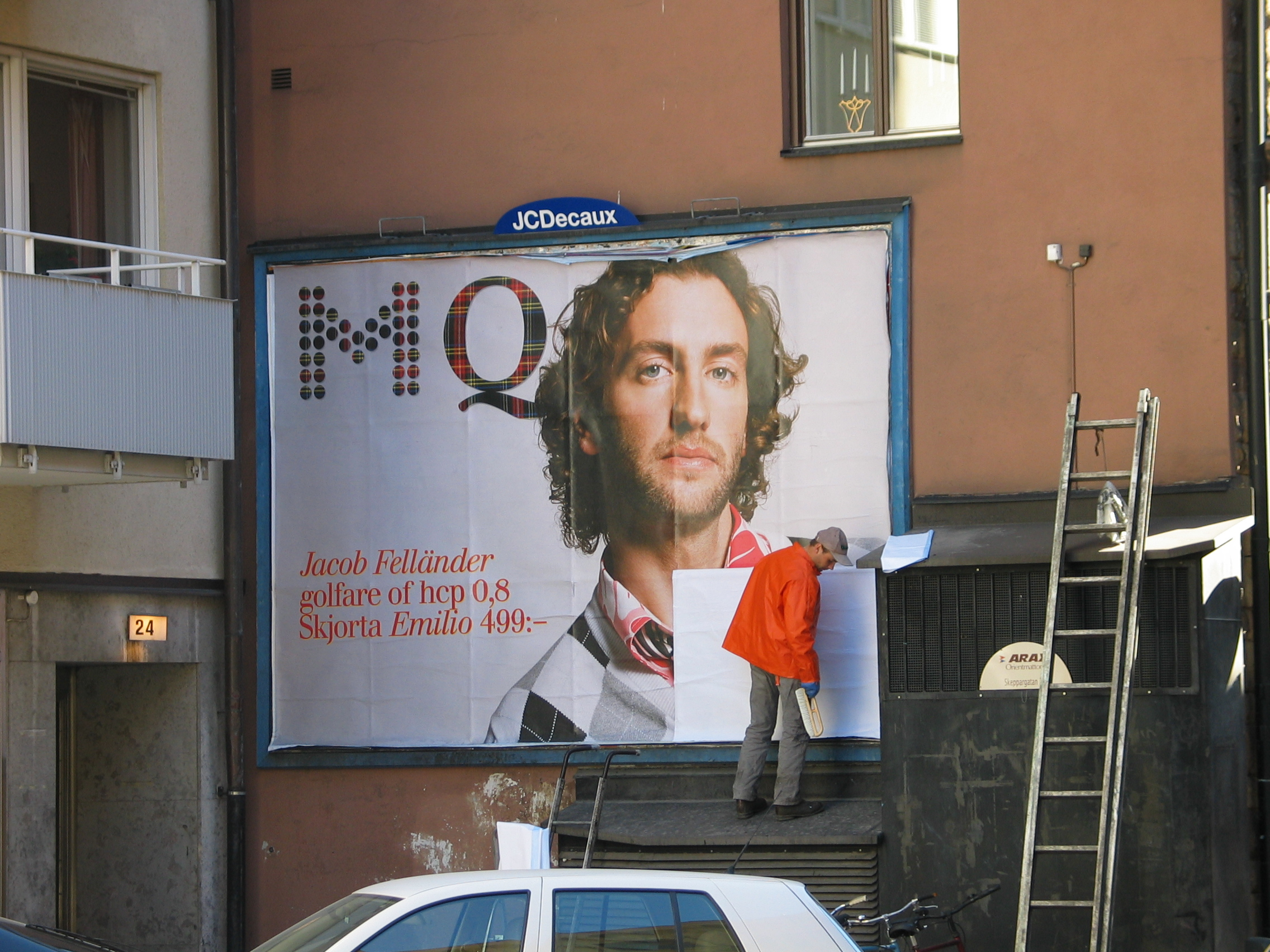
Montering av utomhusreklam.

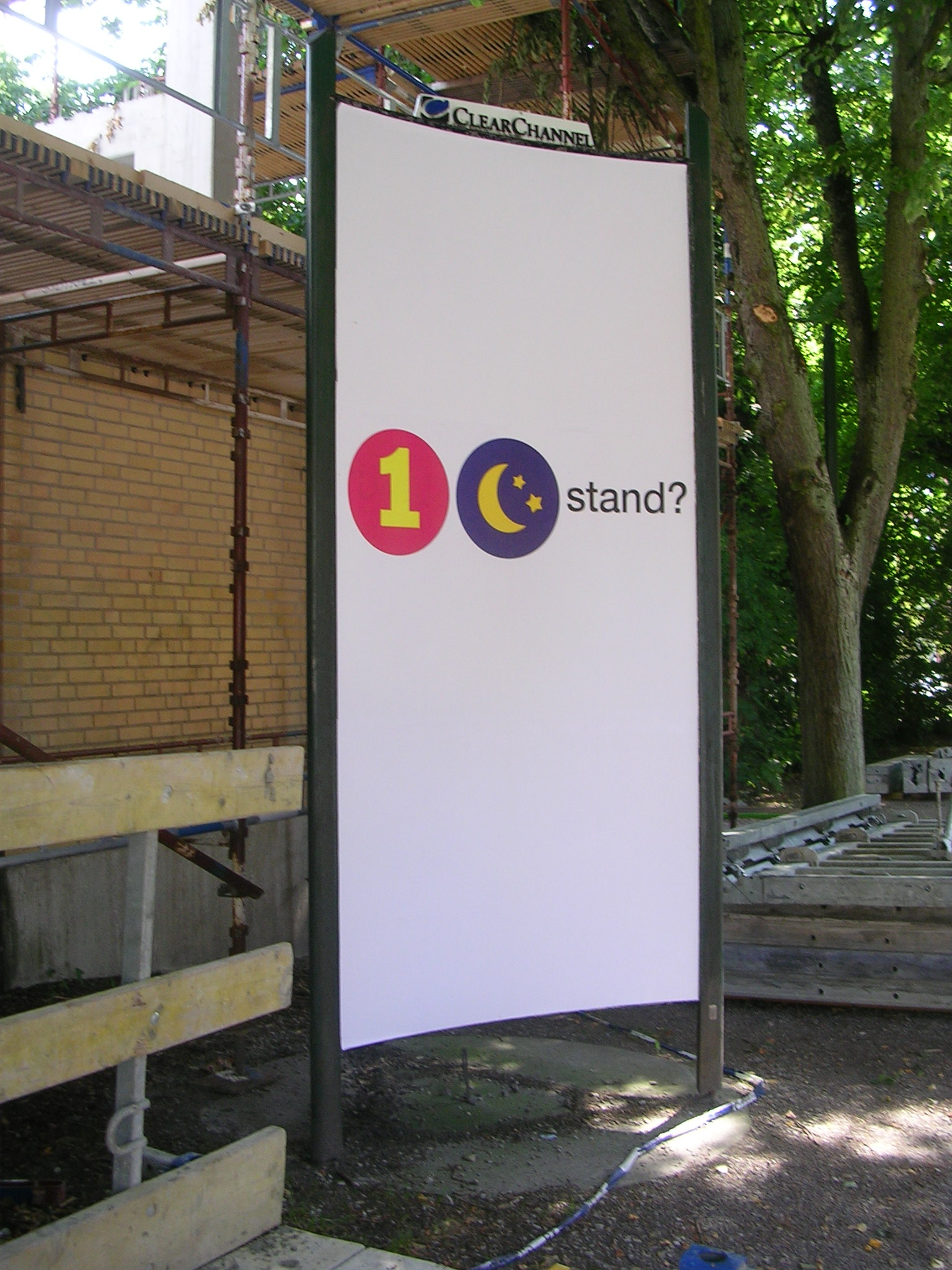
Reklamskylt.

Utomhusreklam betecknar marknadsföring genom affischering, annonstavlor, digitala skyltar, och liknande utomhus.
De största leverantörerna av utrymme för utomhusreklam i Sverige är Clear Channel och JCDecaux. Clear Channel har dessutom även ett digitalt nät av utomhusreklam i alla Sveriges största städer. I större städer är det vanligt att exempelvis Clear Channel eller JCDecaux tecknar avtal om underhåll av stadens busskurer och hållplatser. Som en del av ett sådant avtal får företaget rätt att till exempel sätta annonstavlor på busskurerna. Detta utrymme hyrs sedan ut, via mediebyrårer, eller direkt till företag som vill göra reklam. Andra upplägg är att staden erbjuds nya offentliga toaletter eller ett lånecykelsystem, som till exempel Stockholm City Bikes, i utbyte mot att företaget får sälja reklamyta i staden.  
På senare tid har digital utomhusreklam blivit allt vanligare. I Sverige har företaget Vertiseit introducerat ett system för användarstyrd digital utomhusreklam.
Det är vanligt att kommunerna försöker begränsa utomhusreklamen i stadskärnorna. Detta för att gaturummet inte ska störas för mycket av annonserna. Det förekommer även protester mot att det beviljas tillstånd för stora affischer för stora företag samtidigt som det inte är tillåtet för privatpersoner att sätta affischer på elskåp etc. Eftersom utomhusreklamen är svår att undvika när man rör sig i områden där man lätt exponeras för sådan kan utomhusreklamkampanjer orsaka stor debatt. Ett exempel är klädföretaget Hennes & Mauritz, vars underklädeskampanjer vid jul ofta diskuteras intensivt eftersom vissa ser dem som kvinnoförnedrande. Därför är också vandalisering av dessa affischer vanligt förekommande.
Vi utsätts för omkring 3 000 ofrivilliga reklaminslag om dagen.